# Шидлув (Свентокшиське воєводство)
Шидлув (пол. Szydłów) — місто в Польщі, у гміні Шидлув Сташовського повіту Свентокшиського воєводства.
Населення — 1080 осіб (2011).
У 1975-1998 роках село належало до Келецького воєводства.
Мало міські права у 1329–1869, відновлені з 1 січня 2019.

## Демографія
Демографічна структура на день 31 березня 2011 року:
|          | Загалом | Допрацездатний вік | Працездатний вік | Постпрацездатний вік |
| -------- | ------- | ------------------ | ---------------- | -------------------- |
| Чоловіки | 542     | 117                | 373              | 52                   |
| Жінки    | 538     | 78                 | 332              | 128                  |
| Разом    | 1080    | 195                | 705              | 180                  |